# سالم بن عمير
سالم بن عمير صحابي من بني ثعلبة بن عمرو بن عوف من الأوس، قيل اسمه سالم بن عمرو، وقيل سالم بن عبد الله بن ثابت بن النعمان بن أمية بن امرئ القيس بن ثعلبة بن عمرو بن عوف. شهد سالم بن عمير بيعة العقبة وغزوة بدر وما بعدها، وهو الذي قام بقتل أبا عفك، وهو يهودي من بني عمرو بن عوف بلغ من العمر 120 سنة، وكان يحرض على عداوة النبي محمد في شعره، فقال النبي محمد: «من لي بهذا الخبيث؟»، فتطوّع سالم بن عمير، فقتله في شعبان 2 هـ. وفي غزوة تبوك، كان سالم أحد البكّائين السبعة الذين لم يجدوا مالاً للمشاركة في الغزوة، فذهبوا إلى النبي محمد يسألوه أن يستحملهم، فقال: «لا أجد ما أحملكم عليه»، فانصرفوا باكين، وفيهم نزلت آية: ﴿وَلَا عَلَى الَّذِينَ إِذَا مَا أَتَوْكَ لِتَحْمِلَهُمْ قُلْتَ لَا أَجِدُ مَا أَحْمِلُكُمْ عَلَيْهِ تَوَلَّوْا وَأَعْيُنُهُمْ تَفِيضُ مِنَ الدَّمْعِ حَزَنًا أَلَّا يَجِدُوا مَا يُنْفِقُونَ ۝٩٢﴾ [التوبة:92]. كما ذكره أبو نعيم الأصبهاني في كتابه حلية الأولياء وطبقات الأصفياء في أهل الصفة.
توفي سالم بن عمير في خلافة معاوية بن أبي سفيان.